# Elecciones generales de Singapur de 2011
Las elecciones generales de Singapur de 2011 se realizaron el 7 de mayo del mencionado año con el objetivo de elegir a los miembros del 12.º Parlamento. Fueron convocadas el 19 de abril cuando el presidente Sellapan Ramanathan disolvió la legislatura saliente. El día de la nominación fue el 27 de abril, y el gobernante y hegemónico Partido de Acción Popular (PAP) ganó sin oposición la circunscripción grupal de Tanjong Pagar luego de que un grupo independiente enviara sus formularios de inscripción 35 segundos tarde. Sin embargo, en su momento fue la elección con menor cantidad de circunscripciones incontestadas (solo una) desde la independencia y, hasta la fecha, la instancia más reciente en la que un partido ganó una circunscripción sin oposición (tanto en 2015 como en 2020 se disputarían todos los escaños, así como en las elecciones parciales intermedias). La circunscripción uninominal de Punggol East fue la única en ver una competencia entre tres partidos.
La elección fue descrita como un "punto de inflexión" por varios de los partidos y en distintos términos. El gobierno del PAP advirtió que la elección determinaría "la próxima generación de líderes de Singapur". El principal partido de la oposición, el Partido de los Trabajadores (WP), declaró que la elección sería decisiva para el panorama opositor debido a que los dos únicos diputados opositores al momento de los comicios, el líder del WP, Low Thia Khiang; y el líder del Partido Popular de Singapur (SPP), Chiam See Tong, abandonaron sus bastiones tradicionales y fueron parte de los grupos presentados en circunscripciones plurinominales (Aljunied y Bishan-Toa Payoh respectivamente), siendo estos distritos donde habitualmente gana el PAP, y arriesgándose a una situación en la que no habría diputados electos de la oposición, algo no visto en la arena parlamentaria de Singapur desde la elección parcial de 1981. Esto fue a pesar de que las elecciones tuvieron la mayor proporción de escaños disputados desde la independencia, con 82 de 87 escaños disputados (o 94.3%). 2011 fue el año que vio el mayor número de escaños disputados desde la independencia posterior; siendo el segundo 1972 cuando el 87.7% de los escaños se disputaron (o 57 de 65 asientos), y el PAP los ganó todos. Fue la primera vez desde su creación que las circunscripciones plurinominales de Bishan-Toa Payoh y Holland-Bukit Timah celebrarían efectivamente una elección. Tanjong Pagar finalmente se vería disputado en las siguientes elecciones.
Aunque el PAP logró revalidar su mandato con una supermayoría similar a las que ha conservado desde la independencia y, debido a la cantidad de escaños ganados sin oposición en la elección anterior, obtuvo un gran crecimiento en voto popular al superar el millón de votos por primera vez, los resultados finales contemplaron la oscilación contraria al partido hegemónico más grande desde la independencia al recibir el 60.14% de los votos, su porcentaje más bajo desde las dos elecciones de 1959 y 1963, y un 6.46% menos que en 2006. Bajo el lema de campaña "Hacia un Parlamento de Primer Mundo", el WP logró un histórico resultado y consolidó su papel como principal fuerza de la oposición al tomar el control de la circunscripción grupal de Aljunied, la primera victoria opositora en una circunscripción de este tipo. Sumándole su bastión tradicional en la circunscripción uninominal de Hougang, el WP ingresó al legislativo con 6 escaños, el mejor resultado parlamentario de la oposición desde la independencia.
Debido a la representación opositora relativamente alta, el número de escaños parlamentarios no circunscripcionales ofrecidos a los partidos opositores fue menor, de solo tres escaños. Uno a Lina Chiam, del SPP; otro a Yee Jenn Jong del WP, y otro a Gerald Giam, del equipo de representación de la circunscripción grupal de East Coast. Todas estas ofertas fueron aceptadas, lo que resultó en un total de nueve diputados de la oposición después de las elecciones.

## Antecedentes

### Reforma parlamentaria
La elección general de 2011 fue la decimosexta elección general en Singapur y la undécima desde la independencia. El gobernante Partido de Acción Popular (PAP) buscó asegurar su decimotercer mandato consecutivo en el cargo desde 1959. Esta fue la segunda elección desde que Lee Hsien Loong se convirtió en su Secretario General.
El 11 de marzo de 2010, el Gobierno presentó tres proyectos de ley en el parlamento para enmendar la Constitución, la Ley de elecciones presidenciales y la Ley de elecciones parlamentarias. Estas enmiendas redujeron el número de circunscripciones de representación grupal (GRC), aumentaron el número de miembros del parlamento no circunscripcionales (NCMP) a un máximo de nueve (incluido el número de miembros elegidos por la oposición), y el número de los miembros del parlamento nominados (NMP) permanentes también a nueve. Se implementó un día de "enfriamiento", durante el cual se prohibió hacer campaña, y solo se permitieron transmisiones políticas partidistas. Las campañas en Internet también se legalizaron formalmente como un medio legítimo de campaña política. El 26 de abril de 2010, las enmiendas a la Constitución se aprobaron por una votación de 74-1 después de un debate de tres horas sobre el proyecto de ley.

### Partidos políticos
El Partido de Acción Popular llegó al poder en las elecciones generales de 1959, segundas desde la introducción del sufragio universal, ha dominado la vida política desde entonces y en 2011 era dirigido por el primer ministro Lee Hsien Loong. Además del PAP, la elección vio a múltiples partidos de la oposición presentando candidatos: el Partido de los Trabajadores, que ha sido la principal fuerza opositora desde la década de 1970, liderado por Low Thia Khiang. El Partido Popular de Singapur, liderado por Chiam See Tong. El Partido Demócrata de Singapur (SDP) dirigido por Chee Soon Juan. El Partido de Solidaridad Nacional (NSP), liderado por Goh Meng Seng. El Partido Reformista (RP), liderado por Kenneth Jeyaretnam luego de la muerte de J. B. Jeyaretnam en 2008 meses después de fundarlo. La Alianza Democrática de Singapur, coalición de la Organización Nacional Malaya de Singapur (PKMS) y el Partido de la Justicia de Singapur (SJP) se presentó casi diezmada luego de que el SDP, el SPP y el NSP abandonaran la coalición uno a uno entre 2007 y 2011.

### Divisiones electorales
El Comité de Revisión de los Límites Electorales normalmente publica una lista actualizada de las divisiones electorales justo antes de que se convoquen las elecciones. Antes de las últimas enmiendas, había catorce GRC, cada una con cinco o seis escaños, y nueve circunscripciones de miembro único (SMC). Hubo un total de 84 escaños disputados en las elecciones generales de 2006.
El nuevo mapa electoral para 2011 se anunció el 24 de febrero del mismo año.

Límites electorales de Singapur, publicado en febrero de 2011.

|                                                     | 2006      | 2011      |
| --------------------------------------------------- | --------- | --------- |
| Escaños parlamentarios electos                      | 84        | 87        |
| Circunscripciones electorales                       | 23        | 27        |
| Circunscripciones plruinominales                    | 14        | 15        |
| Circunscripciones plurinominales de cuatro miembros | 0         | 2         |
| Circunscripciones plurinominales de cinco miembros  | 9         | 11        |
| Circunscripciones plurinominales de seis miembros   | 5         | 2         |
| Circunscripciones uninominales                      | 9         | 12        |
| Electores                                           | 2,158,704 | 2,347,198 |
| Electores (incluyendo votantes en el extranjero)    | 2.159.721 | 2.350.873 |

## Campaña

### Concentraciones y foros

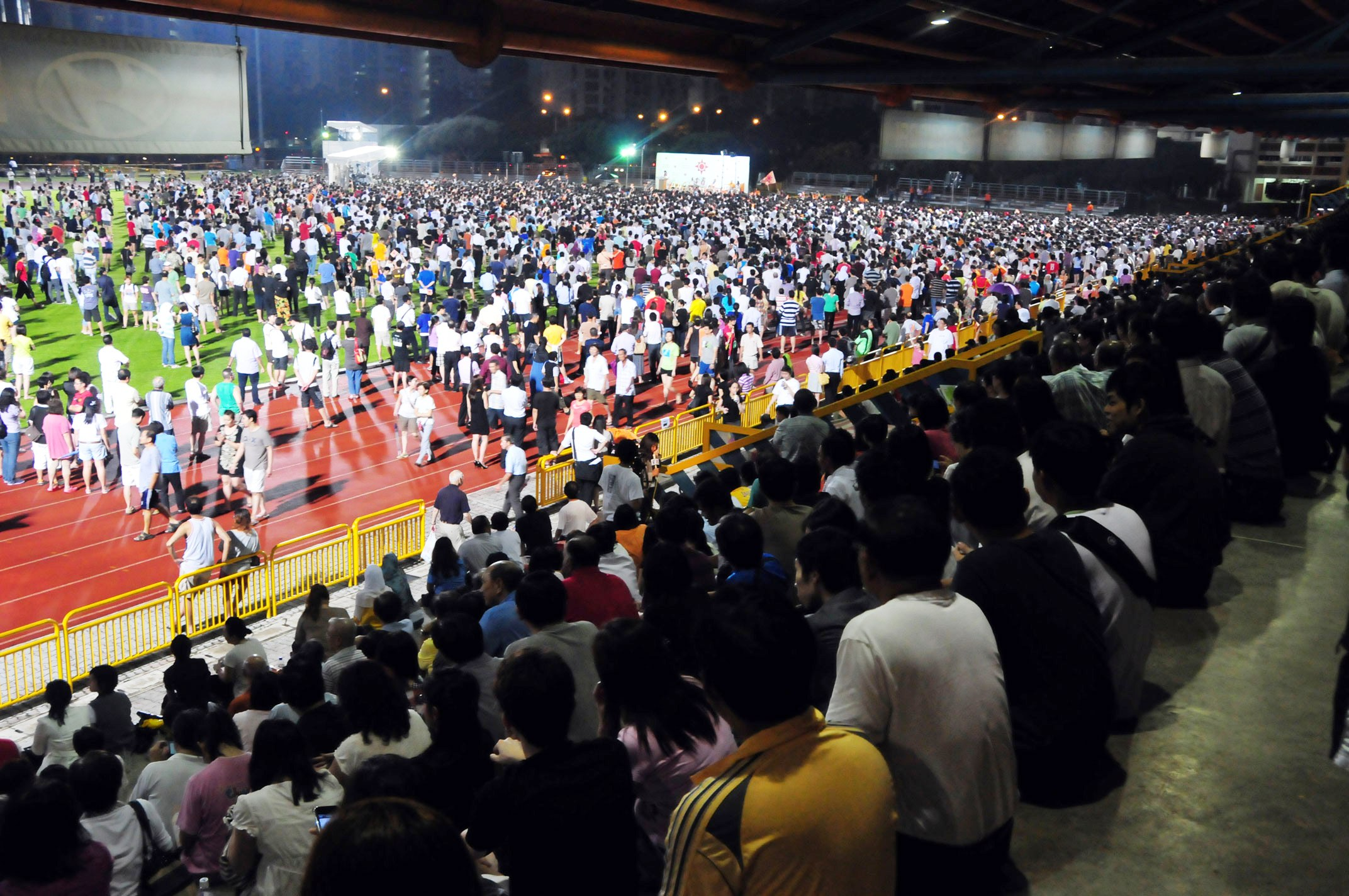
Concentración del Partido de Solidaridad Nacional el 4 de mayo en el Tampines Stadium.

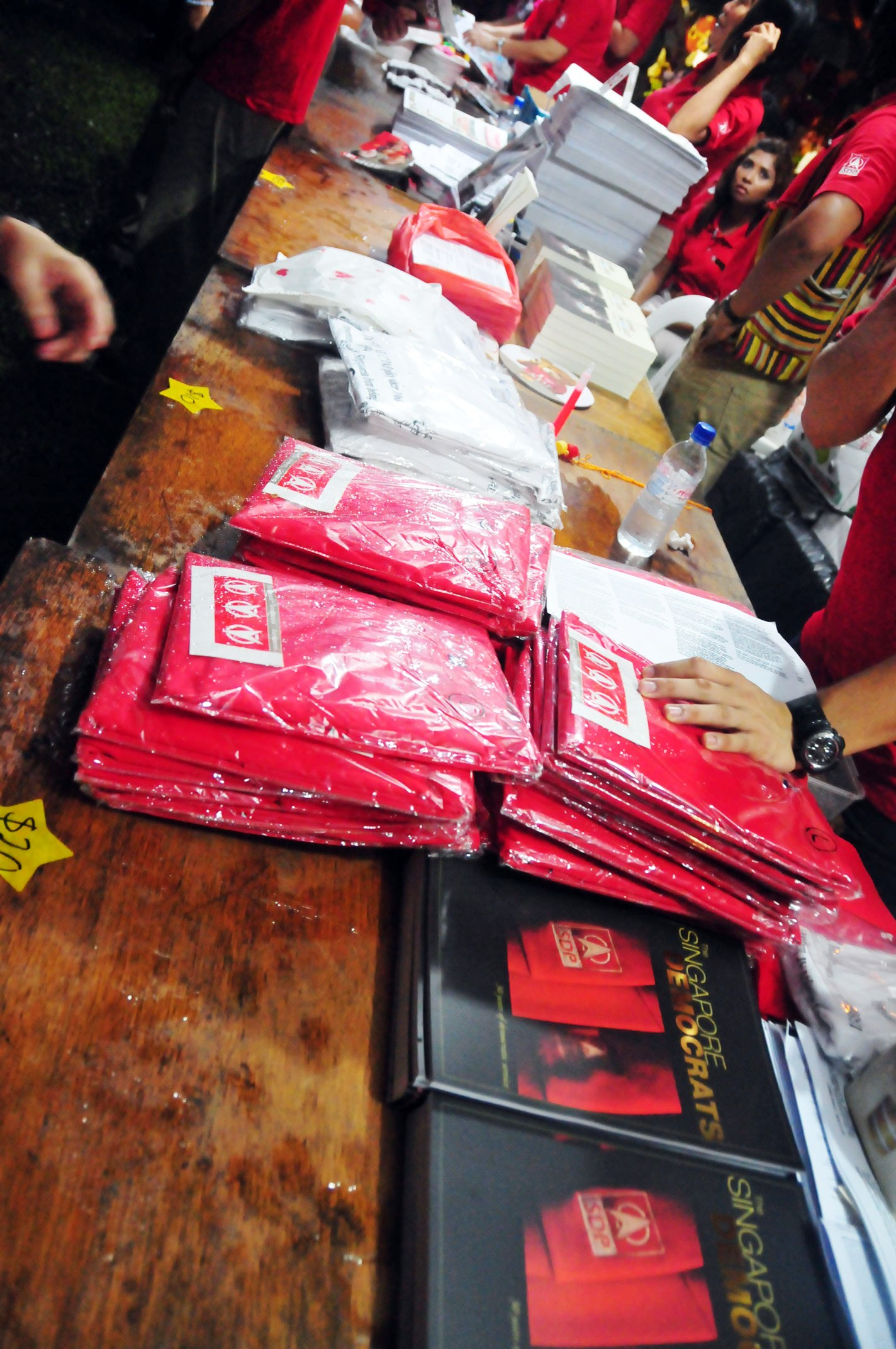
Mercancía vendida durante una concentración del Partido Demócrata de Singapur el 3 de mayo en Bukit Panjang.

En el primer foro preelectoral de esta naturaleza en Singapur desde la elección general de 1988, Channel NewsAsia invitó a los principales partidos a grabar un programa de una hora de duración. El programa, en inglés titulado "Un foro político sobre el futuro de Singapur", reunió al gobernante Partido de Acción Popular (PAP) y cuatro partidos de la oposición para debatir sobre los desafíos a corto y largo plazo para el país. Asistieron el ministro de Finanzas Tharman Shanmugaratnam y la diputada Josephine Teo en representación del PAP; Gerald Giam, asistente de webmaster del WP; Vincent Wijeysingha, el tesorero del SDP; la vicepresidenta segunda del SPP, Lina Chiam; y el subsecretario general de la Alianza Democrática, Mohamed Nazem Suki.
La Fuerza de Policía de Singapur anunció 41 sitios de concentración política el 27 de abril, que podrían ser reservados por los partidos políticos por orden de llegada. Los mítines se pudieron llevar a cabo del 28 de abril al 5 de mayo, de 7 a. m. a 10 p. m. El sitio número 41 es para las reuniones de la hora del almuerzo en Boat Quay cerca de UOB Plaza.
| Fecha       | Lugar                                               | Circunscripción   |
| ----------- | --------------------------------------------------- | ----------------- |
| 28 de abril | Cambo abierto cerca de Geylang East Central         | Marine Parade GRC |
| 29 de abril | Delta Hockey Pitch                                  | Radin Mas SMC     |
| 30 de abril | Cambo abierto cerca de Jalan Tenteram               | Whampoa SMC       |
| 1 de mayo   | Jurong West Stadium                                 | Pioneer SMC       |
| 2 de mayo   | Cambo abierto cerca de Mountbatten Community Centre | Mountbatten SMC   |
| 3 de mayo   | Choa Chu Kang Stadium                               | Choa Chu Kang GRC |
| 4 de mayo   | Tampines Stadium                                    | Tampines GRC      |
| 5 de mayo   | Chinese Garden                                      | Jurong GRC        |

| Fecha       | Lugar                                               | Circunscripción         |
| ----------- | --------------------------------------------------- | ----------------------- |
| 28 de abril | Cambo abierto cerca de Buangkok MRT Station         | Pasir Ris-Punggol GRC   |
| 29 de abril | Yio Chu Kang Stadium                                | Ang Mo Kio GRC          |
| 29 de abril | Cambo abierto cerca de Kallang Avenue               | Moulmein-Kallang GRC    |
| 29 de abril | Jurong West Stadium                                 | Pioneer SMC             |
| 30 de abril | Serangoon Stadium                                   | Aljunied GRC            |
| 30 de abril | Open field at Geylang East Central                  | Marine Parade GRC       |
| 30 de abril | Choa Chu Kang Stadium                               | Choa Chu Kang GRC       |
| 30 de abril | Cambo abierto cerca de Hougang MRT Station          | Hougang SMC             |
| 1 de mayo   | Bedok Stadium                                       | East Coast GRC          |
| 2 de mayo   | Cambo abierto cerca de Segar Road                   | Bukit Panjang SMC       |
| 2 de mayo   | Jurong East Stadium                                 | Yuhua SMC               |
| 2 de mayo   | Cambo abierto cerca de Jurong West Avenue 3         | Hong Kah North SMC      |
| 3 de mayo   | Boat Quay next to UOB Plaza (lunch time)            | Ang Mo Kio GRC          |
| 3 de mayo   | Woodlands Stadium                                   | Sembawang GRC           |
| 4 de mayo   | Cambo abierto cerca de Mountbatten Community Centre | Mountbatten SMC         |
| 4 de mayo   | Open field in Sengkang East                         | Punggol East SMC        |
| 4 de mayo   | Yishun Stadium                                      | Nee Soon GRC            |
| 4 de mayo   | Clementi Avenue 4                                   | Holland-Bukit Timah GRC |
| 4 de mayo   | Delta Hockey Pitch                                  | Radin Mas SMC           |
| 5 de mayo   | Ubi Road 3                                          | Aljunied GRC            |
| 5 de mayo   | Toa Payoh Stadium                                   | Bishan-Toa Payoh GRC    |
| 5 de mayo   | Tampines Stadium                                    | Tampines GRC            |
| 5 de mayo   | Cambo abierto cerca de Potong Pasir Avenue 1        | Potong Pasir SMC        |
| 5 de mayo   | Cambo abierto cerca de Jalan Tenteram               | Whampoa SMC             |
| 5 de mayo   | Cambo abierto cerca de Segar Road                   | Bukit Panjang SMC       |
| 5 de mayo   | Bedok Stadium                                       | East Coast GRC          |
| 5 de mayo   | Cambo abierto cerca de Pasir Ris Park               | Pasir Ris-Punggol GRC   |

| Fecha       | Lugar                                  | Circunscripción |
| ----------- | -------------------------------------- | --------------- |
| 28 de abril | Clementi Stadium                       | West Coast GRC  |
| 30 de abril | Clementi Stadium                       | West Coast GRC  |
| 1 de mayo   | Yio Chu Kang Stadium                   | Ang Mo Kio GRC  |
| 2 de mayo   | Cambo abierto cerca de West Coast Park | West Coast GRC  |
| 4 de mayo   | Clementi Stadium                       | West Coast GRC  |
| 5 de mayo   | Clementi Stadium                       | West Coast GRC  |
| 5 de mayo   | Yio Chu Kang Stadium (cancelado)       | Ang Mo Kio GRC  |

| Fecha       | Lugar                                       | Circunscripción       |
| ----------- | ------------------------------------------- | --------------------- |
| 29 de abril | Open field in Sengkang East                 | Punggol East SMC      |
| 1 de mayo   | Cambo abierto cerca de Pasir Ris Park       | Pasir Ris-Punggol GRC |
| 4 de mayo   | Cambo abierto cerca de Buangkok MRT Station | Pasir Ris-Punggol GRC |

| Fecha       | Lugar                                    | Circunscripción         |
| ----------- | ---------------------------------------- | ----------------------- |
| 28 de abril | Commonwealth Avenue                      | Holland-Bukit Timah GRC |
| 29 de abril | Jurong East Stadium                      | Yuhua SMC               |
| 30 de abril | Woodlands Stadium                        | Sembawang GRC           |
| 1 de mayo   | Clementi Avenue 4                        | Holland-Bukit Timah GRC |
| 2 de mayo   | Commonwealth Avenue                      | Holland-Bukit Timah GRC |
| 3 de mayo   | Cambo abierto cerca de Segar Road        | Bukit Panjang SMC       |
| 4 de mayo   | Woodlands Stadium                        | Sembawang GRC           |
| 5 de mayo   | Boat Quay next to UOB Plaza (lunch time) | Holland-Bukit Timah GRC |
| 5 de mayo   | Woodlands Stadium                        | Sembawang GRC           |

| Fecha       | Lugar                                        | Circunscripción      |
| ----------- | -------------------------------------------- | -------------------- |
| 29 de abril | Cambo abierto cerca de Jurong West Avenue 3  | Hong Kah North SMC   |
| 30 de abril | Cambo abierto cerca de Potong Pasir Avenue 1 | Potong Pasir SMC     |
| 2 de mayo   | Bishan Stadium                               | Bishan-Toa Payoh GRC |
| 4 de mayo   | Cambo abierto cerca de Potong Pasir Avenue 1 | Potong Pasir SMC     |
| 5 de mayo   | Bishan Stadium                               | Bishan-Toa Payoh GRC |

| Fecha       | Lugar                                      | Circunscripción      |
| ----------- | ------------------------------------------ | -------------------- |
| 28 de abril | Cambo abierto cerca de Hougang MRT Station | Hougang SMC          |
| 29 de abril | Serangoon Stadium                          | Aljunied GRC         |
| 30 de abril | Bedok Stadium                              | East Coast GRC       |
| 1 de mayo   | Yishun Stadium                             | Nee Soon GRC         |
| 2 de mayo   | Cambo abierto cerca de Kallang Avenue      | Moulmein-Kallang GRC |
| 3 de mayo   | Open field in Sengkang East                | Punggol East SMC     |
| 4 de mayo   | Ubi Road 3                                 | Aljunied GRC         |
| 5 de mayo   | Serangoon Stadium                          | Aljunied GRC         |

### Controversias
Durante la campaña, Vivian Balakrishnan, del PAP, dijo que el SDP estaba "suprimiendo cierto vídeo de YouTube, lo que plantea algunas preguntas muy incómodas sobre la agenda y las motivaciones del SDP y sus candidatos". Emitió la siguiente declaración: No estoy seguro de cuál es la estrategia [del SDP] ... No puedo evitar sentir que parte de la razón de su reticencia es que tienen elementos de su agenda que no están preparados para divulgar y están sujetos a escrutinio. Eventualmente, tendrán que salir del armario". El comentario fue visto como un ataque contra la supuesta homosexualidad de Vincent Wijeysingha. Wijeysingha rechazó sus comentarios diciendo: "Hemos sido un partido muy abierto y somos muy claros".
Este incidente fue citado en un artículo publicado en The Economist criticando la estrategia electoral del partido gobernante, The New Paper publicó una historia al día siguiente, con el titular: "¿Está Singapur listo para un parlamentario gay?". Kenneth Jeyaretnam, del Partido Reformista, llamó a las declaraciones de Balakrishnan un "ataque bajo". Balakrishnan recibió amplia controversia y crítica en línea por su comentario. El 28 de abril, dijo a la prensa: "no hay necesidad de seguir discutiendo sobre el vídeo", pero defendió que su pregunta era "legítima". Wijeysingha se declarararía abiertamente homosexual en 2013, convirtiéndose en el primer político abiertamente gay del país.

## Resultados

### Resultado general
Después de que las urnas se cerraron a las 8:00 p. m., comenzó el conteo de votos. Los resultados fueron anunciados por Yam Ah Mee, director ejecutivo de la Asociación Popular, quien actuó como oficial para la elección. El primer resultado se anunció a las 11.58 p. m. del 7 de mayo de 2011, cuando el candidato de PAP, Lim Biow Chuan, ganó la circunscripción uninominal de Mountbatten con una mayoría de 3.529 votos.
A las 1:31 a. m. el 8 de mayo de 2011, se declaró que el equipo del PAP de la circunscripción grupal Ang Mo Kio había ganado la división, lo que elevaba el número de asientos del PAP a 44 escaños, suficientes para formar así el próximo gobierno. El resultado final que se declaró fue para la circunscripción uninominal de Potong Pasir a las 2:51 a. m. del 8 de mayo, donde el PAP obtuvo el escaño de manos del SPP con un margen estrecho de 114 votos.
El statu quo político se mantuvo ya que el Partido de Acción Popular ganó un decimotercer mandato consecutivo en el cargo desde 1959. Sin embargo, el PAP vio su mayoría de votos reducida a nivel porcentual en toda la isla por una segunda elección consecutiva. El PAP ganó 81 escaños de 87 a pesar de perder la circunscripción grupal Aljunied ante el WP, que también ganó en la circunscripción uninominal de Hougang. Este triunfo del WP marcó la primera derrota del PAP en una circunscripción plurinominal desde la institución de este tipo de divisiones en 1988. La pérdida de Aljunied marcó a su vez la derrota del Ministro de Relaciones Exteriores George Yeo, y un viceministro, Lim Hwee Hua. Fue la primera vez desde las últimas elecciones competitivas en 1963 (cuando el ministro Kenneth Michael Byrne perdió su escaño en Crawford) que un Ministro del Gabinete era "destronado" al perder electoralmente su escaño. La oscilación porcuentual de casi un 7% del voto nacional con respecto a la elección significó una de las mayores caídas electorales del oficialismo desde la independencia. Ninguno de los otros cinco partidos de la oposición obtuvo escaños, incluido el SPP que perdió la circunscripción uninominal de Potong Pasir que tenía antes de las elecciones.
Excluyendo al electorado de la única circunscripción ganada sin oposición, el distrito grupal de Tanjong Pagar, la concurrencia a las elecciones fue del 93.18%, con 2.060.373 votos emitidos.

Resultados anunciados el 11 de septiembre.

| Resultado por voto popular |
| --- |
| <div style="width: px; height: px; border-radius: 50%; margin: 0 auto; background-image: conic-gradient( #1F77B4 0, #1F77B4 Expresión errónea: operador < inesperado%, #AEC7E8 0, #AEC7E8 Expresión errónea: carácter de puntuación «#» desconocido.%, Orange 0, Orange Expresión errónea: carácter de puntuación «#» desconocido.%, Red 0, Red Expresión errónea: carácter de puntuación «#» desconocido.%, green 0, green Expresión errónea: carácter de puntuación «#» desconocido.%, brown 0, brown Expresión errónea: carácter de puntuación «#» desconocido.%, lightgreen 0, lightgreen Expresión errónea: carácter de puntuación «#» desconocido.%, #FF9896 0, #FF9896 Expresión errónea: carácter de puntuación «#» desconocido.%, #9467BD 0, #9467BD Expresión errónea: carácter de puntuación «#» desconocido.%, #C5B0D5 0, #C5B0D5 Expresión errónea: carácter de puntuación «#» desconocido.%, #8C564B 0, #8C564B Expresión errónea: carácter de puntuación «#» desconocido.%, #C49C94 0, #C49C94 Expresión errónea: carácter de puntuación «#» desconocido.%, #E377C2 0, #E377C2 Expresión errónea: carácter de puntuación «#» desconocido.%, #F7B6D2 0, #F7B6D2 Expresión errónea: carácter de puntuación «#» desconocido.%, #7F7F7F 0, #7F7F7F Expresión errónea: carácter de puntuación «#» desconocido.%, #C7C7C7 0, #C7C7C7 Expresión errónea: carácter de puntuación «#» desconocido.%, #BCBD22 0, #BCBD22 Expresión errónea: carácter de puntuación «#» desconocido.%, #DBDB8d 0, #DBDB8d Expresión errónea: carácter de puntuación «#» desconocido.%, #17BECF 0, #17BECF Expresión errónea: carácter de puntuación «#» desconocido.%, #9EDAE5 0, #9EDAE5 Expresión errónea: carácter de puntuación «#» desconocido.% );"> |
| PAP (60.14%) WP (12.82%) NSP (3.53%) SDP (3.76%) RP (2.63%) SPP (2.17%) SDA (2.06%) |

| Distribución de escaños en el Parlamento |
| ---------------------------------------- |
|                                          |
| 83 escaños (PAP) 6 escaños (WP)          |

|  | 60.14 % |

|  | 60.14 % |

|  | 12.82 % |

|  | 46.58 % |

|  | 12.04 % |

|  | 39.25 % |

|  | 4.83 % |

|  | 31.23 % |

|  | 4.28 % |

|  | 31.78 % |

|  | 3.11 % |

|  | 41.42 % |

|  | 2.78 % |

|  | 30.06 % |

|  | 93.18 % |

|  | 6.82 % |

|  | 100.00 % |

|  | 95.91 % |

|  | 94.05 % |

|  | 5.95 % |

|  | 100.00 % |

### Resultado por circunscripción
|  | 66.27 % |

|  | 33.73 % |

|  | 97.63 % |

|  | 2.37 % |

|  | 70.61 % |

|  | 29.39 % |

|  | 97.63 % |

|  | 2.37 % |

|  | 64.80 % |

|  | 35.20 % |

|  | 98.87 % |

|  | 1.13 % |

|  | 51.02 % |

|  | 48.98 % |

|  | 98.36 % |

|  | 1.64 % |

|  | 58.62 % |

|  | 41.38 % |

|  | 97.99 % |

|  | 2.01 % |

|  | 60.73 % |

|  | 39.27 % |

|  | 98.18 % |

|  | 1.82 % |

|  | 50.36 % |

|  | 49.64 % |

|  | 98.50 % |

|  | 1.50 % |

|  | 54.54 % |

|  | 41.01 % |

|  | 4.45 % |

|  | 98.26 % |

|  | 1.74 % |

|  | 67.10 % |

|  | 32.90 % |

|  | 97.64 % |

|  | 2.36 % |

|  | 58.11 % |

|  | 41.89 % |

|  | 98.30 % |

|  | 1.70 % |

|  | 66.10 % |

|  | 33.90 % |

|  | 97.58 % |

|  | 2.42 % |

|  | 66.86 % |

|  | 33.14 % |

|  | 97.55 % |

|  | 2.45 % |

|  | 60.08 % |

|  | 39.92 % |

|  | 97.93 % |

|  | 2.07 % |

|  | 58.55 % |

|  | 41.45 % |

|  | 97.88 % |

|  | 2.12 % |

|  | 54.72 % |

|  | 45.28 % |

|  | 98.66 % |

|  | 1.34 % |

|  | 56.93 % |

|  | 42.07 % |

|  | 98.13 % |

|  | 1.87 % |

|  | 61.20 % |

|  | 38.80 % |

|  | 97.95 % |

|  | 2.05 % |

|  | 54.83 % |

|  | 45.17 % |

|  | 97.34 % |

|  | 2.66 % |

|  | 66.96 % |

|  | 33.04 % |

|  | 97.69 % |

|  | 2.31 % |

|  | 56.64 % |

|  | 43.36 % |

|  | 97.82 % |

|  | 2.18 % |

|  | 58.40 % |

|  | 41.60 % |

|  | 98.34 % |

|  | 1.66 % |

|  | 63.90 % |

|  | 36.10 % |

|  | 97.56 % |

|  | 2.44 % |

|  | 57.22 % |

|  | 42.78 % |

|  | 97.64 % |

|  | 2.36 % |

|  | 66.57 % |

|  | 33.43 % |

|  | 97.48 % |

|  | 2.52 % |

|  | 69.33 % |

|  | 30.67 % |

|  | 97.00 % |

|  | 3.00 % |

|  | 64.79 % |

|  | 35.21 % |

|  | 97.15 % |

|  | 2.85 % |